# Kurt Bergström
Kurt Johan Bergström (* 23. Juli 1891 in Lidingö; † 20. November 1955 in Jönköping) war ein schwedischer Segler.

## Erfolge
Kurt Bergström, der Mitglied im Kungliga Svenska Segelsällskapet war, gewann bei den Olympischen Spielen 1912 in Stockholm in der 12-Meter-Klasse die Silbermedaille. Er war Crewmitglied der Erna Signe, die in beiden Wettfahrten der Regatta den zweiten Platz belegte und damit den Wettbewerb hinter dem norwegischen Boot Magda IX von Skipper Johan Anker und vor dem finnischen Boot Heatherbell von Skipper Ernst Krogius beendete. Zur Crew der Erna Signe gehörten außerdem Erik Lindqvist, Iwan Lamby, Hugo Sällström, Sigurd Kander, Folke Johnson, Hugo Clason, Per Bergman und sein Bruder Dick Bergström. Skipper des Bootes war Nils Persson.
Bergström praktizierte als Arzt.